# Figeholms Bruk

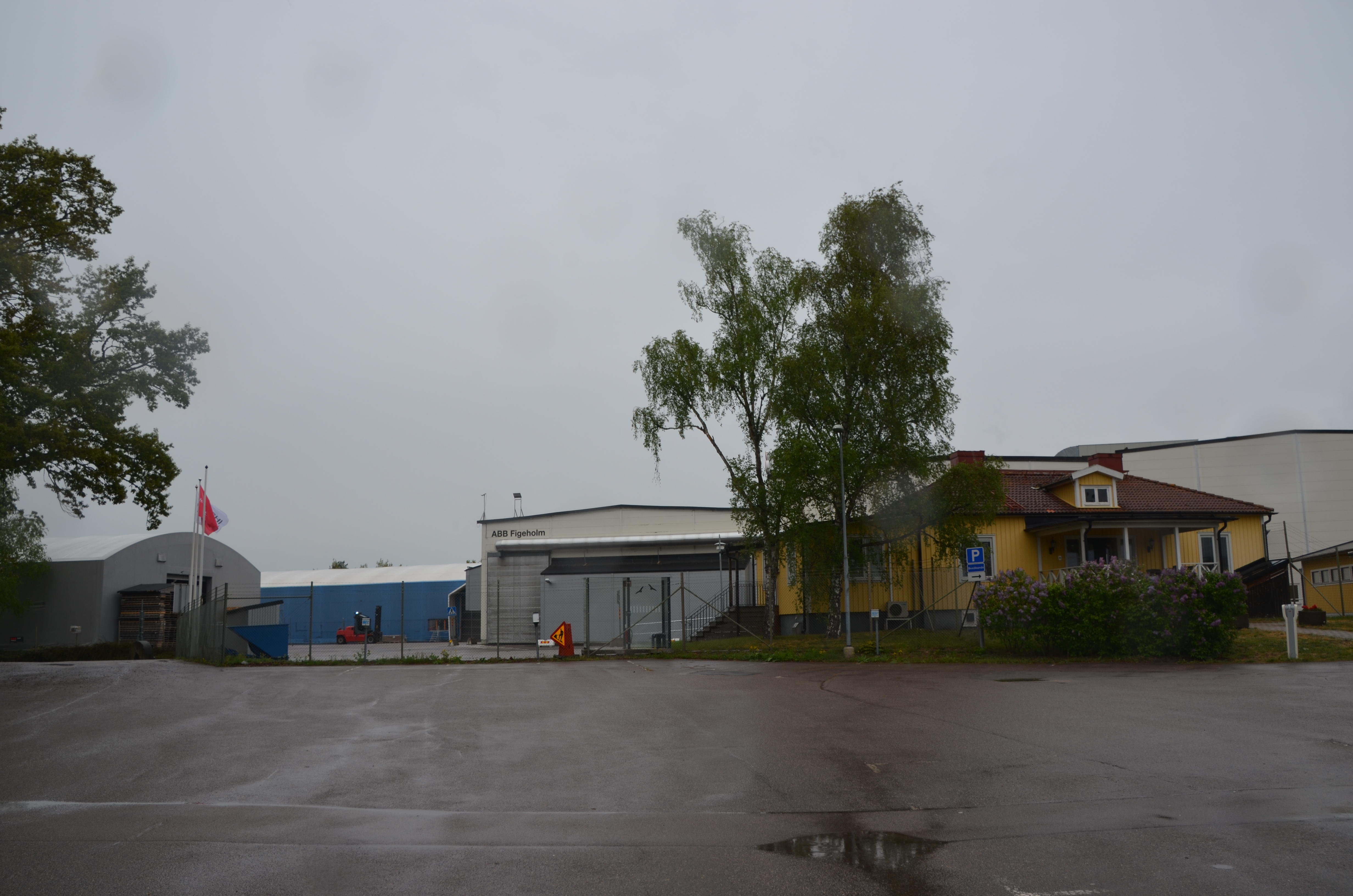
Figeholms bruk

Figeholms Bruk AB i Figeholm tillhör idag Hitachi energy och tillverkar papper för isoleringsändamål. Det vid bruket tillverkade papperet har god mekaniska styrka, god oljeabsorption och högt elektriskt motstånd. Förutsättningar för att tillverka detta slags papper är hög renhet med mycket låga halter av kemikalier i massan. Papperet används speciellt i oljefyllda transformatorer.
Figeholms Bruk grundades 1931 av Oskar Håkansson för tillverkning av komprimerad kartong med tjocklekar på 1-8 mm. En ny kartongmaskin (PM XI) installerades 1974-76 och denna maskin är fortfarande i drift. 
År 1973 övertogs bruket av ASEA, vilket sedan 1988 ingår I ABB. Hitachi övertog år 2020 delen inom ABB Power Grids.
Bruket har idag omkring 100 medarbetare.